# Helen Zille
Helen Zille, född 9 mars 1951 i Johannesburg, är en sydafrikansk politiker och sedan segern i regionalvalet 2009 Västra Kapprovinsens regeringschef. Mellan 2007 och 2015 var hon partiledare för Democratic Alliance, landets största oppositionsparti. Tidigare var hon även borgmästare i Kapstaden mellan 2006 och 2009. Zille var djupt engagerad i motståndet mot apartheid och nådde internationell uppmärksamhet efter att som anställd vid Rand Daily Mail 1977 ha kullkastat de förklaringar den sydafrikanska regimen lämnat angående motståndskämpen Steve Bikos död. För att med framgång ha bekämpat brottslighet och arbetslöshet utsågs hon 2008 till årets borgmästare. Zille företräder en centerpolitik med liberal profil.